# Rumble (Instrumental)
Rumble ist eine 1958 veröffentlichte Rock-Komposition der Gitarristen Link Wray und Milt Grant, gespielt von deren Band Link Wray & His Ray Men.
Das Instrumental wies Besonderheiten auf, durch die es in die Rock-Geschichte einging:
- Link Wray spielte die elektrische Gitarre mit einer zuvor unbekannten Verzerrung und anderen neuen Effekten.
- Rumble war eine Provokation für das Establishment. Die Band präsentierte das Stück roh und emotionslos und kontrastierte damit das von der Musikindustrie und von Rock-Größen wie Elvis Presley transportierte saubere, gepflegte Lebensgefühl des aufstrebenden Nachkriegs-Amerika. Die Ray Men gelten deswegen als Vorläufer von Punk und Metal.

## Geschichte
Bei einem Auftritt in Fredericksburg (Virginia), Anfang 1958, improvisierte die Band einen Blues, den sie Oddball nannte. Das Stück begeisterte und verstörte die Gäste so, dass die Ray Men vier Zugaben mit diesem einen Titel spielten.
Der New Yorker Musiker und Produzent Archie Bleyer erfuhr davon und veröffentlichte das Stück im April 1958 auf seinem Label Cadence Records. Der Titel „Rumble“ stammte von Phil Everly (The Everly Brothers), der in Bleyers Studio ein und aus ging; ihn erinnerte das Stück an Aufruhr und Straßenkampf.
Die 2'25 Minuten lange Single-Version wurde innerhalb weniger Wochen zu einem Hit. Sie stieg im Sommer 1958 auf Platz 16 der US-Charts auf. Einige amerikanische Rundfunksender verboten die Single wegen ihres vermeintlich subversiven Charakters. Es war das erste Instrumental-Stück, das unter die Zensur fiel.
Rumble wurde vielfach gecovert, unter anderem 1964 von der englischen Pop-Band The Dave Clark Five. Für einige E-Gitarristen der 1960er Jahre galt das Stück als wichtige Inspiration. So nannte der Led-Zeppelin-Gitarrist Jimmy Page die Single als den Grund, sich überhaupt mit der elektrischen Gitarre zu beschäftigen. Rumble taucht in zahlreichen Filmen auf, etwa bei Pulp Fiction und The Sopranos.

## Verzerrung und Rückkopplung
Das musikalisch Besondere an dem sehr monoton und langsam laufenden Stück ist die damals noch in den Kinderschuhen steckende Verzerrung der elektrischen Gitarre. Link Wray setzte Rückkopplung ein, um ein Vibrato zu erzeugen und übersteuerte die Röhren des Gitarrenverstärkers, um mehr Lautstärke zu erzeugen.  In die Membrane der Lautsprecher stach er Löcher. Als er das auch mit den Studioboxen tat, wollte ihn sein Plattenproduzent hinauswerfen.
Rumble gilt musikwissenschaftlich als Bindeglied zwischen den frühen elektrifizierten Blues-Gitarristen wie T-Bone Walker und John Lee Hooker und den ersten großen Akteuren der Rock-Gitarre wie Eric Clapton, Pete Townshend und Jimi Hendrix.